# Lista de supercentenários italianos
Esta é uma lista de supercentenários italianos (pessoas de Itália que tenham atingido a idade de, pelo menos, 110 anos). Atualmente, a pessoa mais velha da Itália é a italiana Maria Giuseppa Robucci, de 122 anos e 0 dias. Ela é também a 2ª pessoa mais velha do mundo.

### Antonio Todde
Antonio Todde (22 de Janeiro de 1889 - 3 de Janeiro de 2002) era um supercentenário italiano que, no momento da sua morte, era o homem mais velho do mundo. Todde nasceu na aldeia de Tiana, na província de Nuoro, Sardenha, uma área conhecida pela sua centenária densidade. Nascido em uma família de pastor pobres no medieval centro de Tiana, Todde foi o terceiro de 12 filhos. Em 1920, ele se casou com Maria Antonia, então com 25 anos, e tiveram quatro filhas e um filho.Ela morreu em 1990, envelhecido 95. Ele deixou Sardenha apenas para lutar na Primeira Guerra Mundial, onde ele foi ferido no ombro por uma granada.Ele morreu com a idade de 112 anos e 346 dias em 03 de janeiro de 2002.

### Virginia Dighero
Virginia Dighero (casada Zolezzi, 24 de dezembro de 1891 - 28 de dezembro de 2005) era uma supercentenária italiana. Em 14 de setembro de 2005, ela se tornou a pessoa mais longa duração de ascendência italiana sempre, tendo ultrapassado Amalia Ruggieri Barone, que era um emigrante ao Estados Unidos.
No momento da sua morte, ela era a pessoa mais antigo já documentado da Itália com a idade de 114 anos, 4 dias - um título que ocupou durante mais de cinco anos, até ser ultrapassado por Venere Pizzinato em 28 de Novembro de 2010. ela também foi a sétima mais antiga pessoa viva no mundo, no momento da morte e, o mais antigo pessoa viva verificada na Europa.
Dighero-Zolezzi morreram de isquemia em 28 de dezembro de 2005.

### Venere Pizzinato

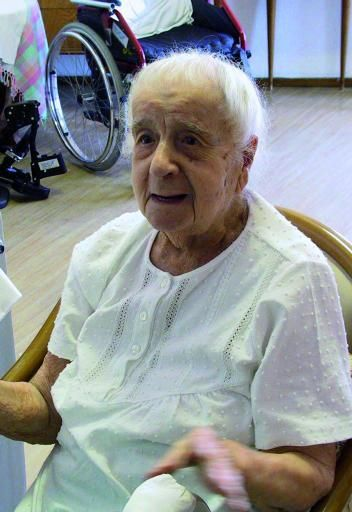
Venere Pizzinato em 23 de novembro de 2009.

Venere Pizzinato (casada Papo, 23 de novembro de 1896 - 2 de agosto de 2011) era uma supercentenária italiana que era a pessoa mais velha verificada a partir de Itália, vivendo até a idade de 114 anos, 252 dias. Ela foi a terceira pessoa mais velha vivo do mundo, atrás Besse Cooper e Chiyono Hasegawa. Pizzinato era também a pessoa mais velha a ter nascido no Império Austro-Húngaro. No momento da sua morte, ela era a pessoa mais velha da Itália, um título que ocupou até 13 de dezembro de 2011, quando ela foi superada pela Dina Manfredini .
Ela nasceu em Ala, Trentino, então parte do Império Austro-Húngaro, em 23 de Novembro de 1896. Em 1902 a família mudou-se para Verona, onde tinham parentes. Em 1903, a família mudou-se de volta para Trentino, onde Pizzinato participou de um internato em sua capital, Trento. Primeira Guerra Mundial forçou Pizzinato refugiar-se em Bazzano, Bologna. Após a guerra, ela se mudou de volta para Milão, onde ela tirou a cidadania italiana e conheceu seu futuro marido Isidoro Papo. Durante o surto da Segunda Guerra Mundial, em 1939, o casal mudou-se para Nice, França, para escapar do regime fascista de Benito Mussolini. Casaram-se em França, e depois da guerra, eles se mudaram de volta para Milão. Ao se aposentar em 1964, o casal mudou-se para Verona, onde eles finalmente resolvido. Mr. Papo morreu em 1981. O casal nunca teve filhos. Pizzinato permaneceu em Verona para o resto da sua vida; no momento da sua morte, ela morava em uma casa de repouso lá.
Em 23 de Novembro de 2010, marcando seu 114º aniversário, Pizzinato foi visitado pelo presidente da Itália, Giorgio Napolitano, que escreveu-lhe uma carta com as palavras "Nesta ocasião feliz e especial que eu gostaria de enviar, em nome de todos os italianos, sinceros parabéns e bons desejos de serenidade com seus entes queridos e as pessoas em torno da comunidade de Saint Catherine em Verona ".

### Stella Nardari
Stella Nardari (casada Vecchiato, 23 de dezembro de 1898 - 23 de fevereiro de 2012) foi um supercentenário italiano. Com idades compreendidas entre 113 anos de 62 dias, ela era a pessoa mais velha que vivem em Itália desde a morte de Venere Pizzinato, em 2 de Agosto de 2011, embora Dina Manfredini era a mais velha pessoa viva italiana no mundo. Ela morreu classificado como 10º pessoa mais velha do mundo após a morte de Nardari, Maria Redaelli tornou-se a pessoa mais velha que vivem na Itália.
Nardari nasceu para Maddalena Polo e Giovanni Nardari, em San Cipriano , Veneto, Itália. Ela vivia em Marcon e em Mestre. Nos últimos anos, ela vivia em Roncade.Ela era casada com Giovanni Vecchiato, que morreu em 1970. O casal teve quatro filhos. Nardari gostava de leite e café, chocolate, lanches e biscoitos. Ela passou um tempo na varanda na parte da manhã, preferindo descansar à tarde.